# Brloh (district de Pardubice)
Pour les articles homonymes, voir Brloh.
Brloh (en allemand : Birloch) est une commune rurale du district de Pardubice, dans la région de Pardubice, en République tchèque. Sa population s'élevait à 228 habitants en 2024.

## Géographie
Brloh se trouve à 5 km au sud de Přelouč, à 17 km à l'ouest-sud-ouest de Pardubice, à 31 km au sud-ouest de Hradec Králové et à 81 km à l'est de Prague.
La commune est limitée par Přelouč au nord, par Mokošín, Jedousov et Přelouč à l'est, par Lipoltice au sud, et par Jankovice à l'ouest.

## Histoire
La première mention écrite de la localité date de 1318.

## Administration
La commune se compose de deux sections :
- Benešovice
- Brloh

## Galerie

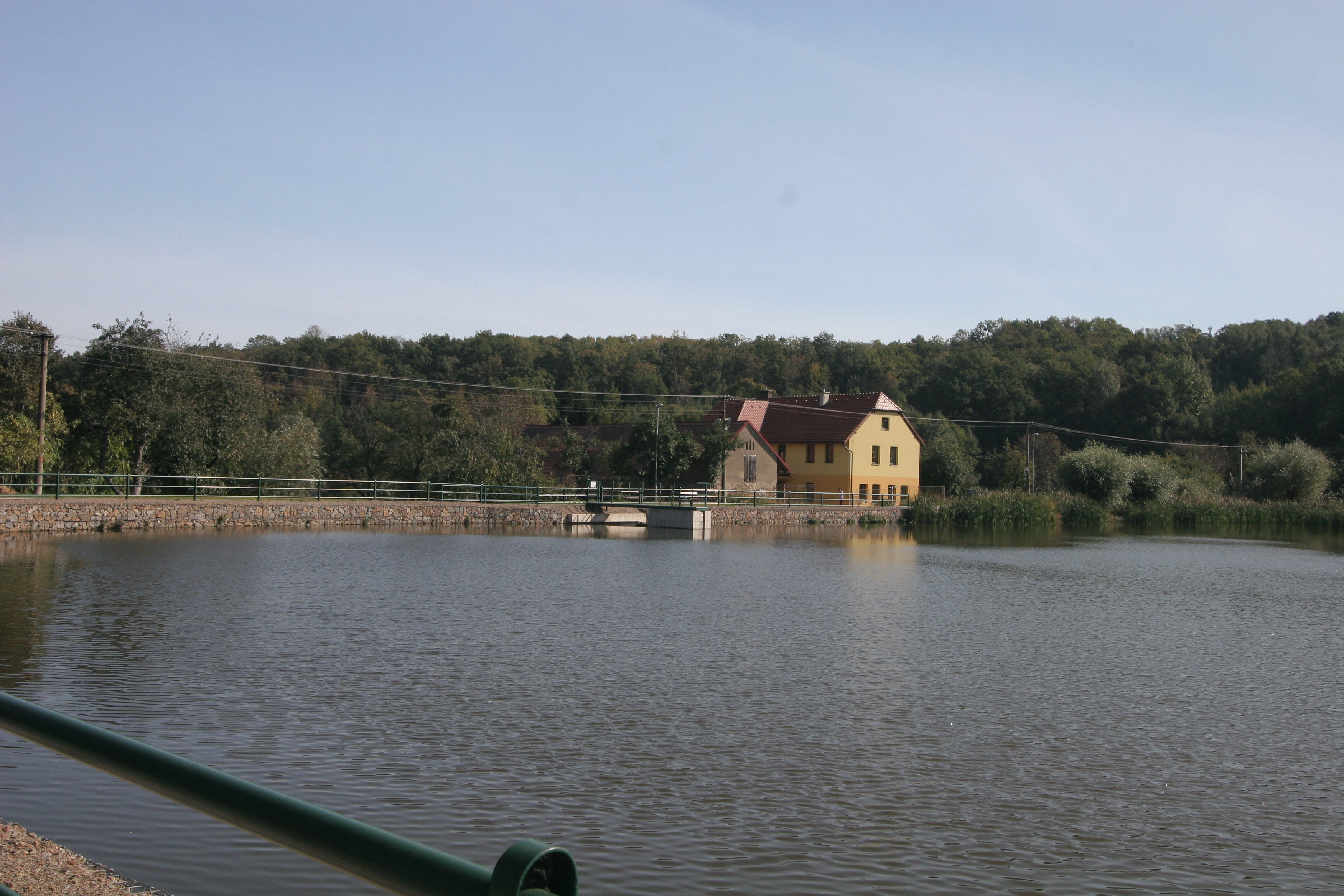
Étang du moulin.
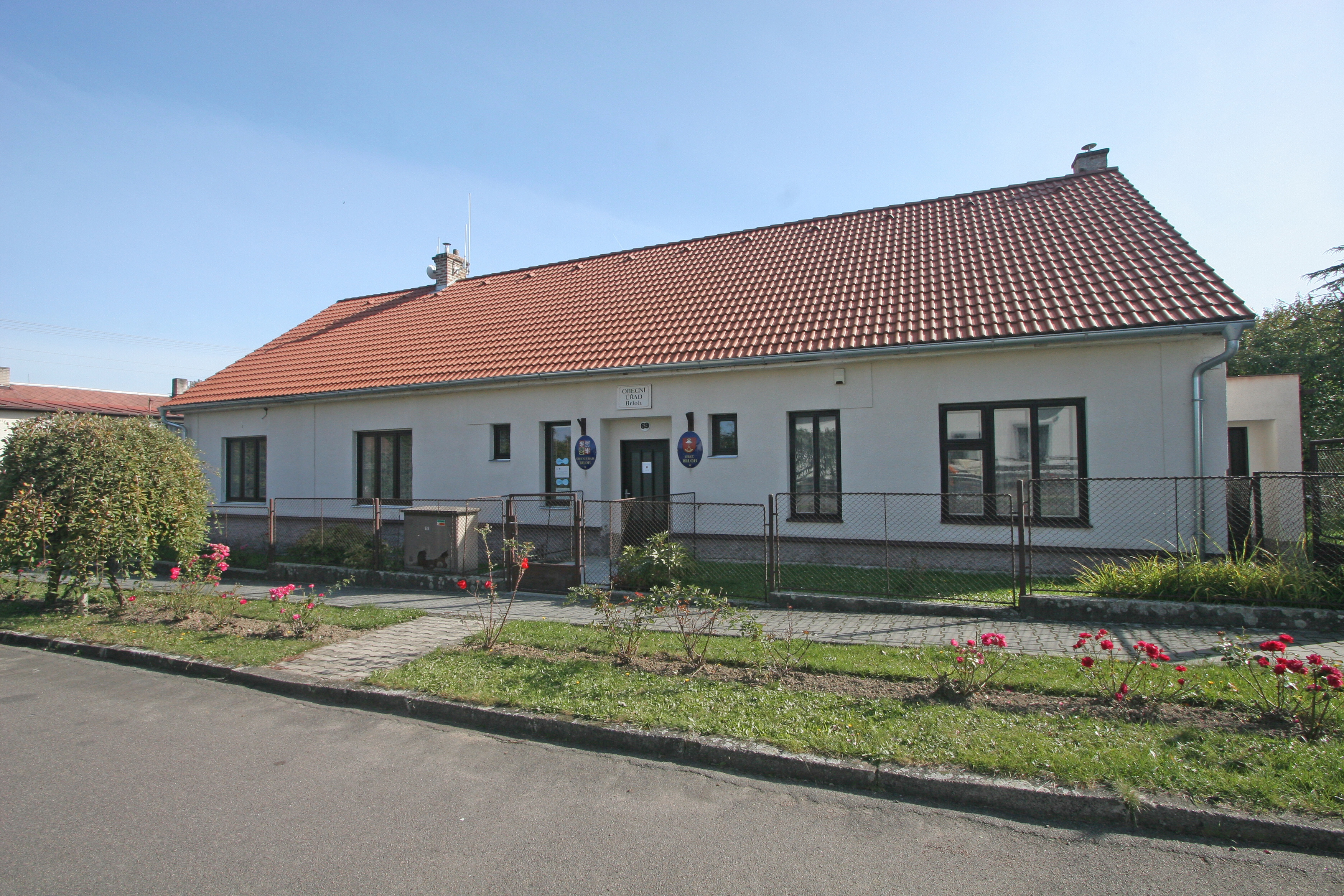
Brloh : la mairie.
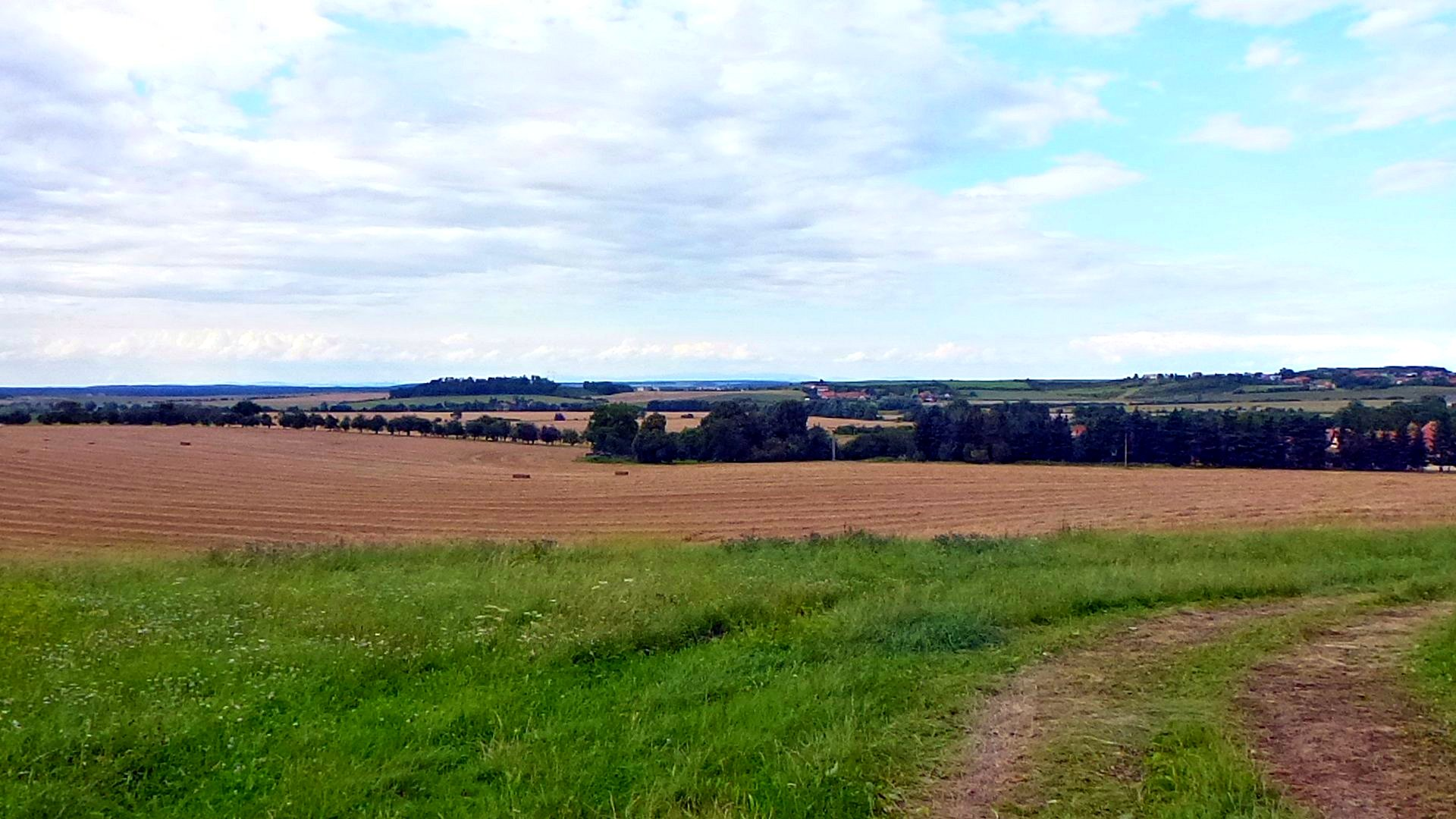
Křemen.

## Transports
Par la route, Brloh se trouve à 5 km de Přelouč, à 22 km de Pardubice, à 41 km de Hradec Králové et à 99 km de Prague.